# 사석
바둑에서 사석(死石→죽은 돌, dead stones)은 어떻게 두어도 잡힐 수밖에 없어 죽게 된 돌을 이르는 말이다.

## 보기
|  |  |  |  |  |  |  |  |  |  |  |  |  |  |  |  |  |  |  |
|  |  |  |  |  |  |  |  |  |  |  |  |  |  |  |  |  |  |  |
|  |  |  |  |  |  |  |  |  |  |  |  |  |  |  |  |  |  |  |
|  |  |  |  |  |  |  |  |  |  |  |  |  |  |  |  |  |  |  |
|  |  |  |  |  |  |  |  |  |  |  |  |  |  |  |  |  |  |  |

이 그림에서 백돌은 모두 사석 상태이다.
- 첫 번째 백돌은 붙은 두 집이기 때문에 흑이 둘 중 한 점에 두면 백이 따내도 흑이 되따낸다.
- 두 번째 백돌 역시 단 한 집 뿐으로, 흑이 완전히 에워싸면 단수가 된다. 이 그림에선 옆에 공간이 있지만. 그 자리에 백이 두어도 집을 만들 수 없기 때문에 두 집을 내지 못한다.
- 세 번째 백돌은 두 집을 낼 수 있는 자리를 흑에게 빼앗겼기 때문에 역시 두 집을 낼 수 없다. 만일 흑 Δ의 자리에 백이 먼저 돌을 놓았더라면 완생하는 모양이다.
- 네 번째 백돌은 두 집을 낼 수 있는 공간은 있지만 흑이 두 집을 내지 못하게 방해하면 완전히 고립되므로 죽은 것으로 본다.

|  |  |  |  |  |  |  |  |  |
|  |  |  |  |  |  |  |  |  |
|  |  |  |  |  |  |  |  |  |
|  |  |  |  |  |  |  |  |  |
|  |  |  |  |  |  |  |  |  |
|  |  |  |  |  |  |  |  |  |
|  |  |  |  |  |  |  |  |  |
|  |  |  |  |  |  |  |  |  |
|  |  |  |  |  |  |  |  |  |

이 모양은 얼핏 보면 흑이 두 집을 내고 산 것 같아 보이나, 흑 Δ은 단수에 몰려서 옥집이 된 상태로, 이 그림에서 흑은 죽어있는 상태이다.
|  |  |  |  |  |  |  |  |  |
|  |  |  |  |  |  |  |  |  |
|  |  |  |  |  |  |  |  |  |
|  |  |  |  |  |  |  |  |  |
|  |  |  |  |  |  |  |  |  |
|  |  |  |  |  |  |  |  |  |
|  |  |  |  |  |  |  |  |  |
|  |  |  |  |  |  |  |  |  |
|  |  |  |  |  |  |  |  |  |

다만, 위와 같은 경우 백은 흑 Δ 석 점만을 잡을 수 있다. 또한, X 표시된 곳에 흑이 먼저 두면 두 집을 낸 아래쪽의 흑집과 이어져서 완생한다. 따라서, 이 경우 위쪽의 흑 Δ 석 점은 백이 먼저 따내지 않는 이상 사석으로 처리하지 않는다.

## 예외
두 집을 낼 수 없게 된 돌이라도 경우에 따라서는 사석으로 인정되지 않을 수 있다. 예를 들면 다음과 같다.
|  |  |  |  |  |
|  |  |  |  |  |
|  |  |  |  |  |
|  |  |  |  |  |
|  |  |  |  |  |

이 모양은 얼핏 보면 백이 두 집을 내지 못하고 죽은 것처럼 보이지만, 백이 a에 두어서 흑 Δ 두 점을 단수 상태로 만들면 흑이 b에 두어서 빠져나가려 해도 백이 c에 두면 잡을 수 있으므로 백이 완생하게 된다. 흑은 백이 a에 두기 전에 d에 두어서 백의 수를 줄여야 한다. 이와 같이 완생할 수도 있는 상태 또는 그 돌을 미생(未生)이라고 한다. 따라서 이 경우에는 먼저 두는 쪽이 수상전에서 승리, 돌이 살게 된다.
|  |  |  |  |  |  |  |  |  |  |  |  |  |  |  |  |  |  |  |
|  |  |  |  |  |  |  |  |  |  |  |  |  |  |  |  |  |  |  |
|  |  |  |  |  |  |  |  |  |  |  |  |  |  |  |  |  |  |  |
|  |  |  |  |  |  |  |  |  |  |  |  |  |  |  |  |  |  |  |
|  |  |  |  |  |  |  |  |  |  |  |  |  |  |  |  |  |  |  |

이 모양은 양쪽 돌이 다같이 고립되어 두 집을 낼 수 없는 상태이지만, 두 군데의 붉은 동그라미 중 어느 한 쪽이 먼저 두면 상대방이 나머지 한 점에 두어서 먼저 둔 쪽의 Δ 돌이 잡히게 된다. 이와 같은 상태를 빅이라고 하며, 이 경우 양쪽 모두 완생한 것으로 간주한다. 따라서 이 그림에선 사석이 없다.
|  |  |  |  |  |  |  |  |  |
|  |  |  |  |  |  |  |  |  |
|  |  |  |  |  |  |  |  |  |
|  |  |  |  |  |  |  |  |  |
|  |  |  |  |  |  |  |  |  |
|  |  |  |  |  |  |  |  |  |
|  |  |  |  |  |  |  |  |  |
|  |  |  |  |  |  |  |  |  |
|  |  |  |  |  |  |  |  |  |

이러한 형태는 옥집삶으로써, 백돌은 흑돌에 포위되어 옥집밖에 없지만 단수를 칠 수 있는 곳이 모두 착수 금지 구역이기 때문에 백돌은 완생하였다. 따라서 이 그림의 백돌도 사석이 아니다.